# Акдала (Балатопарский сельский округ)
Акдала (каз. Ақдала) — село в Балхашском районе Алматинской области Казахстана. Входит в состав Балатопарского сельского округа. Код КАТО — 193659300.

## Население
В 1999 году население села составляло 119 человек (66 мужчин и 53 женщины). По данным переписи 2009 года, в селе проживало 39 человек (21 мужчина и 18 женщин).